# Balhae
Balhae (698 - 926) (Bohai in cinese) fu un antico regno multietnico stabilito in Corea dopo la caduta del regno di Goguryeo. Dopo che la capitale del Goguryeo e i territori meridionali passarono in mano al Silla unificato, Dae Jo-young, un ex generale del Goguryeo e padre di Dae Jung-sang, istituì Jin (振, Zhen in cinese), in seguito chiamato Balhae, come stato successore del Goguryeo.
Balhae occupava la parte meridionale della Manciuria, il territorio di Primorje e la parte settentrionale della penisola coreana. Venne sconfitto dai Kitai nel 926 e gran parte del territorio settentrionale fu assorbito dalla dinastia Liao, mentre la parte sud venne acquisita dal Goryeo.

## Storia

### Fondazione

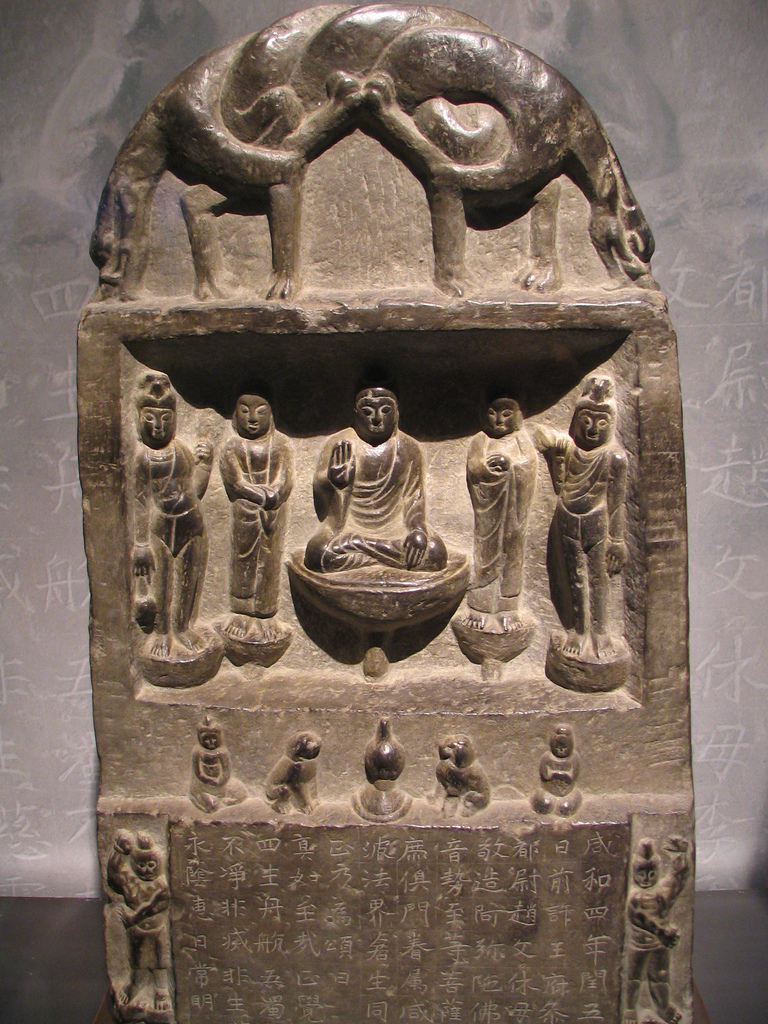
Stele proveniente dal Balhae conservata al National Museum of Korea.

La prima testimonianza circoscritta del Balhae proviene dal Libro dei Tang, scritto tra il 941 e il 945. La Manciuria meridionale e la Corea settentrionale erano state in precedenza territorio del Goguryeo, uno dei Tre regni di Corea. Il Goguryeo cadde sotto l'attacco delle armate alleate del Silla e della dinastia Tang nel 668. Quest'ultima annesse al suo territorio la Manciuria occidentale, mentre il Silla unificò l'intero territorio della penisola coreana a sud del fiume Taedong diventando così il regno di Silla unificato. Il Nuovo libro dei Tang riporta che il fondatore del regno di Balhae, Dae Jo-yeong (大祚榮), era stato in precedenza un generale dell'esercito del Goguryeo.

### Espansione e relazioni esterne
Il secondo sovrano Mu, sentitosi minacciato dalla dinastia Tang e dal Silla lungo il territorio del fiume Amur, attaccò i Tang con le sue navi nel 732, sconfiggendo ed uccidendo un prefetto di base sulla penisola di Shandong. Successivamente venne stretto un patto tra la dinastia Tang e il regno di Balhae.
Nel 728 Il re di Balhae inviò anche una ambasciata in Giappone per cercare un'alleanza contro il Silla e minacciarlo da sud-est, intrattenendo relazioni diplomatiche e commerciali con il Giappone fino alla fine. Durante questo periodo inviò 34 ambasciate, mentre il Giappone 13.
A causa della sua vicinanza con molti stati più potenti nella regione, il regno di Balhae divenne una sorta di stato-cuscinetto.
Il terzo sovrano Mun espanse il territorio a nord verso la valle di Amur e a ovest verso la penisola di Liaodong. Intorno al 755 fece edificare la fortezza di Holhan, la capitale nei pressi del lago Jingpo a meridione dell'attuale provincia di Heilongjiang, e durante il suo regno venne istituita una rotta commerciale con il regno di Silla, chiamata Sillado.
A partire dall'VIII secolo, il regno di Balhae ottenne il controllo della Corea settentrionale, della Manciuria nord-occidentale, della penisola di Liaodong e del territorio dell'attuale territorio del Litorale in Russia. Fu proprio a causa del crescere della sua potenza che il regno di Silla fece erigere una muraglia protettiva nel 721 e istituì delle guarnigioni di difesa e controllo lungo la linea di confine tra i due stati.

### La caduta e l'eredità culturale e politica
Tradizionalmente, gli storici hanno sempre spiegato la caduta del regno di Balhae con i conflitti etnici tra i sovrani coreani e i loro vassalli Malgal che indebolirono a tal punto la nazione da farla crollare. Tuttavia studi recenti suggerirebbero che la caduta del regno di Balhae sia in gran parte dovuta alla catastrofica eruzione nel X secolo del monte Paekdu, situato al centro del territorio del Balhae. La massiccia esplosione vulcanica del monte Paekdu diede vita a uno strato immane di cenere vulcanica che danneggiò pesantemente l'agricoltura, con catastrofiche conseguenze dal punto di vista sociale.
Fu così che probabilmente il regno di Balhae soccombette agli attacchi dei Kitai, una potenza emergente all'interno del territorio di Liaoxi (a est dell'attuale area di Pechino). Dopo aver invaso e distrutto il Balhae nel 926, i Kitai istituirono lo stato fantoccio di Dongdan, a cui seguì quasi subito l'annessione da parte della dinastia Liao nel 936. Alcuni vassalli dell'antico regno di Balhae vennero esiliati a Liaoyang, mentre la parte orientale del regno rimase politicamente indipendente. Una parte della popolazione, guidata dall'ultimo principe ereditario Dae Gwang-hyeon, fuggì nel 934 verso sud nel Goryeo, la nuova realtà politica autoproclamatasi erede del regno di Goguryeo. Molti fra gli appartenenti alla famiglia reale stabilitisi nel Goryeo cambiarono il loro nome Tae (태, 太), mentre il principe ereditario Dae Gwang-hyeon cambiò il nome di famiglia in Wang (왕, 王), lo stesso appartenente alla dinastia reale del regno di Goryeo.
Il regno di Balhae fu l'ultimo nella storia coreana a mantenere il controllo sul territorio della Manciuria, sebbene le successive dinastie coreane avrebbero continuato a considerarsi come i successori legittimi del Goguryeo e del Blhae.
I Kitai stessi dovettero soccombere alla popolazione Jurchen, che fondò la dinastia Jīn. Quest'ultima enfatizzò l'origine comune dei Jurchen e della popolazione del Balhae dalle sette tribù Wuji e proclamò "Jurchen e Balhae provengono dalla stessa famiglia". Il quarto, quinto e settimo imperatore di Jīn furono cresciuti da consorti provenienti dal Balhae. Il censimento condotto nel tredicesimo secolo nel Nord della Cina dai Mongoli distinse la popolazione del Balhae dagli altri gruppi etnici provenienti dalle popolazioni del Goryeo, Kitai e Jurchen. Questo fatto suggerisce l'idea che la popolazione del Balhae abbia preservato la sua identità anche dopo la loro conquista.

## Sovrani
| #  | Nome                          | Nome                    | Periodo di regno | Era (年號)           | Era (年號)              | Nome postumo (諡號) | Nome postumo (諡號)     | Nome templare (廟號) | Nome templare (廟號)    |
| #  | Occidentale                   | Hangul/Caratteri cinesi | Periodo di regno | Occidentale          | Hangul/Caratteri cinesi | Occidentale         | Hangul/Caratteri cinesi | Occidentale          | Hangul/Caratteri cinesi |
| -- | ----------------------------- | ----------------------- | ---------------- | -------------------- | ----------------------- | ------------------- | ----------------------- | -------------------- | ----------------------- |
| 0  | Dae Jung-sang Qǐqǐ Zhòngxiàng | 대중상 大仲象           | 668-699          | Junggwang Zhongguang | 중광 重光               | Yeol/Liè            | 열왕 烈王               | Sejo Shizu           | 세조 世祖               |
| 1  | Dae Jo-yeong Dà Zuòróng       | 대조영 大祚榮           | 699-718          | Cheontong Tiāntǒng   | 천통 天統               | Go/Gāo              | 고왕 高王               | Taejo Taizu          | 태조 太祖               |
| 2  | Dae Mu-ye Dà Wǔyì             | 대무예 大武藝           | 718-737          | Inan Rěn'ān          | 인안 仁安               | Mu/Wǔ               | 무왕 武王               | Gwangjong Guangzong  | 광종 光宗               |
| 3  | Dae Heum-mu Dà Qīnmào         | 대흠무 大欽茂           | 737-793          | Daeheung Dàxīng *    | 대흥 大興 *             | Mun/Wén             | 문왕 文王               | Sejong Shizong       | 세종 世宗               |
| 4  | Dae Won-ui Dà Yuányì          | 대원의 大元義           | 793-794          |                      |                         |                     |                         |                      |                         |
| 5  | Dae Hwa-yeo Dà Huáyú          | 대화여 大華與           | 794              | Jungheung Zhòngxīng  | 중흥 中興               | Seong/Chéng         | 성왕 成王               | Injong Renzong       | 인종 仁宗               |
| 6  | Dae Sung-rin Dà Sōnglín       | 대숭린 大嵩璘           | 794-808          | Jeongryeok Zhènglì   | 정력 正曆               | Gang/Kāng           | 강왕 康王               | Mokjong Muzong       | 목종 穆宗               |
| 7  | Dae Won-yu Dà Yuányú          | 대원유 大元瑜           | 808-812          | Yeongdeok Yǒngdé     | 영덕 永德               | Jeong/Dìng          | 정왕 定王               | Uijong Yizong        | 의종 毅宗               |
| 8  | Dae Eon-ui Dà Yányì           | 대언의 大言義           | 812-817?         | Jujak Zhūqiǎo        | 주작 朱雀               | Hui/Xī              | 희왕 僖王               | Gangjong Kangzong    | 강종 康宗               |
| 9  | Dae Myeong-chung Dà Míngzhōng | 대명충 大明忠           | 817?-818?        | Taesi Tàishǐ         | 태시 太始               | Gan/Jiǎn            | 간왕 簡王               | Cheoljong Zhezong    | 철종 哲宗               |
| 10 | Dae In-su Dà Rénxiù           | 대인수 大仁秀           | 818?-830         | Geonheung Jiànxīng   | 건흥 建興               | Seon/Xuān           | 선왕 宣王               | Seongjong Shengzong  | 성종 聖宗               |
| 11 | Dae Ijin Dà Yízhèn            | 대이진 大彝震           | 830-857          | Hamhwa Xiánhé        | 함화 咸和               | Hwa/He              | 화왕 和王               | Jangjong Zhuangzong  | 장종 莊宗               |
| 12 | Dae Geonhwang Dà Qiánhuǎng    | 대건황 大虔晃           | 857-871          | Daejeong Dàdìng      | 대정 大定               | An                  | 안왕 安王               | Sunjong Shùnzhong    | 순종 順宗               |
| 13 | Dae Hyeon-seok Dà Xuánxí      | 대현석 大玄錫           | 871-895          | Cheonbok Tianfú      | 천복 天福               | Gyeong/Jǐng         | 경왕 景王               | Myeongjong Mingzong  | 명종 明宗               |
| 14 | Dae Wihae Dà Wěijiē           | 대위해 大瑋瑎           | 895-906          |                      |                         |                     |                         |                      |                         |
| 15 | Dae In-seon Dà Yīnzhuàn       | 대인선 大諲譔           | 906-926          | Cheongtae Qīngtài    | 청태 淸泰               | Ae/Āi               | 애왕 哀王               |                      |                         |